# Фатих

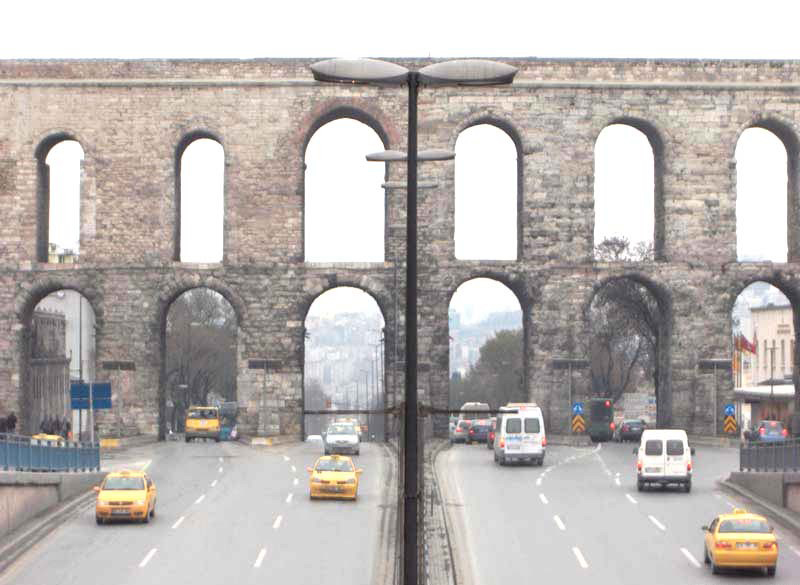
Акведук Валента в Фатихе

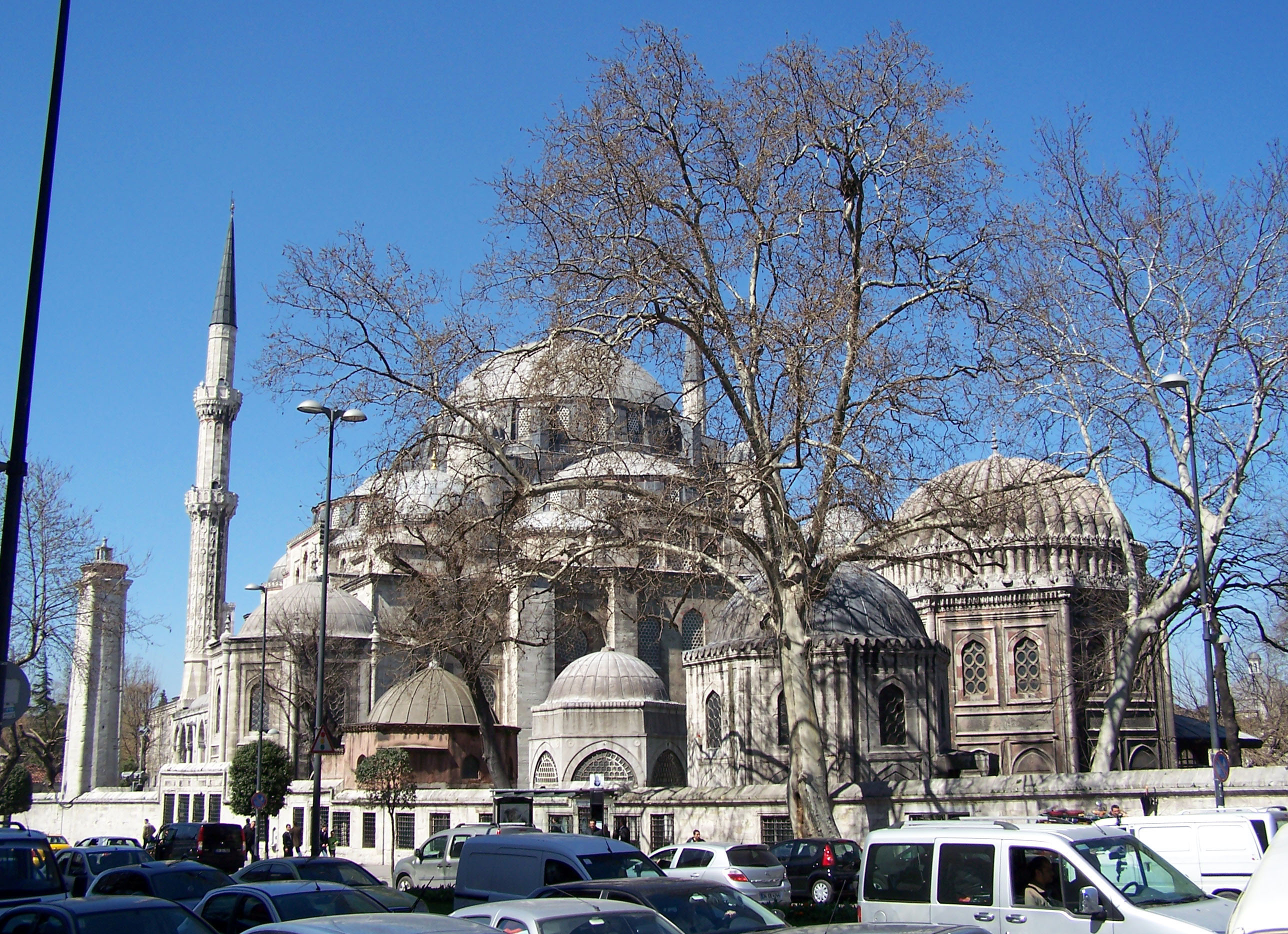
Мечеть Шехзаде

Фати́х (тур. Fatih) — район провинции Стамбул (Турция), часть города Стамбула, совпадающая с территорией, заключенной внутри бывших стен Константинополя. В районе сосредоточена большая часть главных исторических и культурных достопримечательностей города.

## История
После завоевания Константинополя султан Мехмед II здесь, на месте византийского храма Святых Апостолов, построил первую в городе мечеть Фатих, в которой и был впоследствии похоронен. В квартале Фенер (Фанар) с 1586 года находится резиденция предстоятеля Константинопольской православной церкви — Вселенского патриарха.
В 2009 году к району Фатих был присоединён район Эминёню (выделенный из его состава в 1928 году).

## География
Границами района служат берега Золотого Рога, Босфора, Мраморного моря и Стена Феодосия, отделяющая Фатих от районов Зейтинбурну и Эюп.

## Достопримечательности
На территории района располагаются многие известные исторические достопримечательности Стамбула. Площадь Султанахмет с расположенными на ней памятниками архитектуры была включена в 1985 году в Список Всемирного наследия ЮНЕСКО.
Музеи
- Археологический музей Стамбула, в котором хранится более 1 000 000 экспонатов всех эпох и цивилизаций
- Музей турецкого и исламского искусства
- Дворец Топкапы с султанским гаремом, главный дворец Османской империи до середины XIX века
- Музей мозаики Большого дворца
- Монастырь Хора

Мечети
- Айя София
- Голубая мечеть
- Сулеймание
- Новая мечеть
- Шехзаде
- Фатих

Исторические рынки
- Большой базар
- Египетский базар

## Известные уроженцы
- Категория:Родившиеся в Фатихе